# Серафим (имя)
Серафи́м — мужское личное имя, происходящее от древнееврейского слова שָׂרָף ("сараф"), означающего «горящий» или «огненный». Имя также связано с образом серафимов — высших ангелов в христианской и иудейской традиции.

## Предмет
Имя Серафим относится к числу редких, но устойчиво употреблявшихся в русской православной культуре мужских личных имён. Оно имеет духовное и религиозное значение, часто встречается в церковных документах, житиях святых и православных календарях.

## Значимость
Имя Серафим стало широко известно благодаря личности преподобного Серафима Саровского, одного из наиболее почитаемых русских святых. В силу этого имя стало символом духовного подвига и святости, что обеспечило ему место в православной традиции. Оно используется в официальных церковных календарях и именниках.

## Значение и происхождение
Слово «серафим» в оригинале — множественное число от древнееврейского שָׂרָף (*сараф*), что означает «пылающий». В христианской ангелологии серафимы — высшие существа в небесной иерархии, близкие к Богу.
Имя может символизировать:
- духовную пылкость,
- божественный огонь,
- преданность Богу.

## Употребление
В русском языке имя Серафим употребляется преимущественно в церковной среде, хотя встречается и в светской жизни. Женская форма — Серафима — также существует, в жизни используется чаще.

## Известные носители
- Серафим Саровский (1754—1833) — православный святой, один из самых почитаемых в Русской церкви.
- Серафим Звездинский (1883—1937) — епископ РПЦ, новомученик.
- Серафим Туликов (1914—2004) — советский композитор.
- Серафим Бит-Хариби — архиепископ Грузинской православной церкви XX века.

## Именины
Православные именины (день ангела) обычно приходятся на:
- 15 января (по новому стилю) — память Серафима Саровского.

В зависимости от календаря могут быть и другие даты.